# Сахарова Ганна Георгіївна
Ганна Георгіївна Сахарова (1 жовтня 1948, село Жулгет, тепер Балахтинського району Красноярського краю, Російська Федерація) — радянська діячка, ткаля Красноярського шовкового комбінату імені 50-річчя утворення СРСР. Член ЦК КПРС у 1990—1991 роках.

## Життєпис
У 1966 році закінчила середню школу в Красноярському краї.
З 1966 року — ткаля Красноярського шовкового комбінату імені 50-річчя утворення СРСР міста Красноярська.
Член КПРС з 1976 року.
Подальша доля невідома.

## Нагороди і відзнаки
- Державна премія СРСР